# Schweizer KleinKunstPreis
Der Schweizer Kleinkunstpreis geht zurück auf die Initiative des Vereins Kultursoufflé Thun und wurde 1993 unter dem Namen «Goldener Thunfisch» erstmals verliehen. Später übernahm die ktv atp (seit 2018 t. Theaterschaffen Schweiz) den Preis und verleiht ihn seither unter ihrem Namen. Der Preis zeichnet eine Person oder eine Gruppe für ihr Gesamtwerk aus. 2015 wurde der Preis in die Schweizer Theaterpreise aufgenommen und wird nun vom Bundesamt für Kultur verliehen. Er ist mit 30'000 Franken für eine Einzelperson und 50'000 Franken für eine Gruppe dotiert. Ein Nominationsgremium der KTV ATP schlägt der Eidgenössischen Jury für Theater drei Nominierte vor. Aus diesen wählt die Theaterjury den Hauptpreis. Die Nominierungen sind jeweils mit 5000 Franken dotiert. Bekannt gegeben und verliehen wird der Schweizer Kleinkunstpreis jeweils im Rahmen der Eröffnung der Schweizer Künstlerbörse in Thun.

## Preisträger
- 1993: Mark Wetter
- 1994: Tandem Tinta Blu (Cornelia Montani, Joe Sebastian Fenner)
- 1995: Michael von der Heide
- 1996: Bubble town (Erika Stucky, Marco Raoult, Marc Burgauer)
- 1997: Stimmhorn (Christian Zehnder, Balthasar Streiff)
- 1998: Thierry Romanens
- 1999: Ursus & Nadeschkin (Urs Wehrli, Nadja Sieger) und Pfannestil Chammer Sexdeet (Res Wepfer, Peter Rinderknecht, Simon Hostettler)
- 2000: Markus Zohner Theater Compagnie (Markus Zohner, Patrizia Barbuiani)
- 2001: Musique Simili (Line Loddo, Juliette Du Pasquier, Marc Hänsenberger, Roland Kneubühler)
- 2002: Ferruccio Cainero
- 2003: Alex Porter
- 2004: Duo Jean Claude Sassine, Solothurner Musiker und Andreas Thiel, Berner Satiriker
- 2005: Gardi Hutter, weltweit bekannte Deutschschweizer Clownerin
- 2006: Peter Wyssbrod
- 2007: Joachim Rittmeyer, Kabarettist
- 2008: Massimo Rocchi und Daniele Finzi Pasca
- 2009: Yann Lambiel
- 2010: Ueli Bichsel, Schauspieler, Clown und Bühnenkünstler
- 2011: Karl’s kühne Gassenschau, Theatergruppe
- 2012: Pippo Pollina, italienischer Cantautore, lebt in Zürich
- 2013: Eugénie Rebetez, Tänzerin & Choreografin, lebt in Zürich
- 2014: Jürg Kienberger, Musiker, Kabarettist, Schauspieler und Sänger
- 2015: Pedro Lenz
- 2016: Compagnia Baccalà
- 2017: schön&gut
- 2018: Les Petits Chanteurs à la Gueule de Bois
- 2019: Knuth und Tucek, Kabarettistisches Heimatfilmtheater
- 2020: Les Diptik

## Schweizer Innovationspreis
Von 2001 bis 2014 verlieh die KTV ATP mit Unterstützung von Migros-Kulturprozent den Schweizer Innovationspreis für innovatives Schaffen im Bereich der Kleinkunst. Ab 2015 wird der Preis nicht mehr verliehen. An seiner Stelle werden neue Modelle für die Nachwuchsförderung entwickelt.
Preisträger des Schweizer Innovationspreises:
- 2001: La satire continue mit «Zytdruck» (Ueli Ackermann, Jost Auf der Maur, Aernschd Born, Daniel Buser, Myrtha Hürbi, Silvia Jost, Sandra Moser, Jürg Seiberth, Roland Suter, Josef Zindel)
- 2002: Geholten Stühle mit «Watching God» (Gerhard Meister und Andres Lutz)
- 2003: Compagnie Gloria rigole mit «Francis et les Grandes Dames – Ein Stück weit Folklore» (Simon Desbordes, Michèle Gurtner, Léopold Rabus, Fiamma-Maria Camesi)
- 2004: Ohne Rolf mit «Blattrand», ein abendfüllendes Stück Papier (Christof Wolfisberg und Jonas Anderhub)
- 2005: Stahlbergerheuss mit «Musik & Mechanik» (Manuel Stahlberger, Stefan Heuss)
- 2006: Theater Extrapol mit «Guten Tag, ich heisse Hans» (Laure Donzé, Camille Rebetez, Nicole Grédy, Martine Corbat, Lionel Frésard, Diego Todeschini, Lucienne Olgiati, Antoine Kauffmann, Jérôme Bueche, Coline Vergez)
- 2007: Volk & Glory mit «Rest.Glück» (Christina Volk, Ursina Gregori)
- 2008: Martin Zimmermann, Choreograph, und Dimitri de Perrot, Musiker
- 2009: Monique Schnyder Visual Theatre
- 2010: Martin O., Stimmakrobat
- 2011: Kathrin Bosshard, Theater Fleisch + Pappe
- 2012: Massimo Furlan
- 2013: Circus Monti
- 2014: Tr’espace unter der Leitung von Roman Müller mit «ArbeiT»